# Maxim Franțuz
Maxim Franțuz (n. 4 mai 1986 în Chișinău) este un fotbalist basarabean, fost atacant valoros al echipei FC Zimbru. 
A intart în lumea fotbalului la vârsta de 6 ani, adus la CPTF Zimbru de către tatăl său.
Câștigătorul Cupei Moldovei (2003/2004, 2006/2007) cu Zimbru, vicecampion al Moldovei cu Zimbru (2006-2007). Cel mai bun mijlocaș al Campionatului Moldovei 2005 și 2006 conform sondajului FMF. A debutat pentru Zimbru pe 24 martie 2003. Primul gol l-a marcat într-o finală a Cupei Moldovei cu Sheriff Tiraspol, pe 30 mai 2004.